# بيرسي واتسون
بيرسي واتسون (بالإنجليزية: Percy Watson) (1 مارس 1869 ببارنسلي في المملكة المتحدة - 1 يناير 1949) هو لاعب كرة قدم بريطاني (وحمل سابقاً جنسية المملكة المتحدة لبريطانيا العظمى وأيرلندا) في مركزي الدفاع والظهير. لعب مع برمنغهام سيتي ونادي روذرهام تاون.